# Deep Wound
Deep Wound è stato un gruppo musicale statunitense di genere hardcore punk formato nel 1982; nonostante il breve periodo di attività, è ritenuta una formazione influente per il genere hardcore del Massachusetts e per lo sviluppo del grindcore.

## Storia
Il gruppo venne fondato nel 1982 a Westfield, nel Massachusetts. All'inizio degli anni '80, J Mascis e Charlie Nakajima vivevano ad Amherst, nel Massachusetts, dove frequentavano la stessa scuola superiore. Nel 1982, Lou Barlow conobbe Scott Helland in un negozio di dischi locale. Poco dopo Scott distribuì un volantino per cercare musicisti influenzati da band come Anti-Pasti e Discharge e così conobbe Mascis che venne accompagnato da suo padre a casa di Lou Barlow a Westfield per un'audizione. Sebbene la band avesse già un cantante, Mascis li convinse a sostituirlo con il suo amico Charlie e, in tal modo, la formazione dei Deep Wound fu completa. La band registrò presto una cassetta demo e iniziò a suonare a Boston con altre band hardcore locali come SSD, The FU's o Jerry's Kids e spesso suonò come gruppo di supporto per band hardcore punk che suonavano nel Massachusetts occidentale. Poco dopo registrarono un EP omonimo, pubblicato da Radiobeat Records e due brani vennero inseriti nella compilation Bands That Could Be God.
Il gruppo si sciolse nel 1984 con J Mascis e Lou Barlow per formare i Dinosaur Jr. mentre Scott Helland formò gli Outpatients; Charlie Nakajima in seguito formò i Gobblehoof.
Nell'aprile 2004 i Sonic Youth tennero uno spettacolo alla John Green Hall nel campus dello Smith College di Northampton, Massachusetts dove avrebbero dovuto suonare anche J Mascis e i Sebadoh, gruppo di Lou Barlow; dopo aver suonato alcuni suoi brani, J Mascis tornò sul palco alla batteria insieme a Charlie Nakajima, Lou Barlow e Scott Helland che si esibirono come Deep Wound per una sola canzone.
Nel 2005, l'etichetta discografica britannica Damaged Goods ha pubblicato una compilation, Almost Complete, che comprendeva il demo del 1982, L'EP omonimo del 1983 e le tracce presenti in Bands That Could Be God .
Nel giugno 2013 Helland si è unito ai membri dei Dinosaur Jr. per eseguire la canzone dei Deep Wound "Training Ground" al Governor's Ball di New York City.

## Discografia

### Demo
- 1983 - Demo

### Singoli
- 1982 - American Style

### EP
- 1983 - Deep Wound

### Compilation
- 1997 - Deep Wound
- 2005 - Almost Complete

### Partecipazioni
- 1984 - Bands that Could Be God